# Stadel bei Niederglatt
Stadel ou Stadel bei Niederglatt est une commune suisse du canton de Zurich.

Photo aérienne (1948).

## Histoire
Stadel fait partie du bailliage de Kybourg jusqu'en 1442, puis du bailliage de Neuamt jusqu'en 1798.
Le site est choisi en 2022 pour un projet d'enfouissement de déchets nucléaires, ce qui provoque l'inquiétude et la colère en Allemagne dont la frontière est toute proche.